# Mueang Phang Nga
Mueang Phang Nga là huyện thủ phủ (Amphoe Mueang) của tỉnh Phang Nga ở miền nam Thái Lan.

## Địa lý
Các huyện lân cận (từ phía đông theo chiều kim đồng hồ) là: Thap Put, Phanom of Surat Thani Province, Kapong, Thai Mueang và Takua Thung. Về phía nam là vịnh Phang Nga, và huyện đảo Ko Yao.
Vườn quốc gia Ao Phang Nga nằm ở đảo phía nam của huyện này. Lâm viên Sa Nang Manora bảo vệ 0,29 km² rừng Khao Toy Nang Hong và thác Sa Nang Manora. Khu bảo tồn hoang dã Tonpariwat ở phía nam của huyện này ở phía bắc đang được tạo lập. Có nhiều hang động ở trong các đồi đá vôi.

## Hành chính
Huyện này được chia ra thành 6 phó huyện (tambon), các đơn vị này lại được chia thành 42 làng (muban). Phang Nga là một thị xã (thesaban mueang) và nằm trên khu vực tambon Thai Chang. 
| \| STT \| Tên \| Tên Thái \| Số làng \| Dân số \| \| \| --- \| -------------- \| -------- \| ------- \| ------ \| \| \| 1. \| Thai Chang \| ท้ายช้าง \| - \| 9559 \| \| \| 2. \| Nop Pring \| นบปริง \| 8 \| 6184 \| \| \| 3. \| Tham Nam Phut \| ถ้ำน้ำผุด \| 4 \| 3218 \| \| \| 4. \| Bang Toei \| บางเตย \| 9 \| 6667 \| \| \| 5. \| Tak Daet \| ตากแดด \| 4 \| 2886 \| \| \| 6. \| Song Phraek \| สองแพรก \| 3 \| 555 \| \| \| 7. \| Thung Kha Ngok \| ทุ่งคาโงก \| 5 \| 2535 \| \| \| 8. \| Ko Panyi \| เกาะปันหยี \| 4 \| 4218 \| \| \| 9. \| Pa Ko \| ป่ากอ \| 5 \| 2604 \| \| | Map of tambon  |          |         |        |  |
| STT | Tên            | Tên Thái | Số làng | Dân số |  |
| 1. | Thai Chang     | ท้ายช้าง   | -       | 9559   |  |
| 2. | Nop Pring      | นบปริง    | 8       | 6184   |  |
| 3. | Tham Nam Phut  | ถ้ำน้ำผุด   | 4       | 3218   |  |
| 4. | Bang Toei      | บางเตย   | 9       | 6667   |  |
| 5. | Tak Daet       | ตากแดด   | 4       | 2886   |  |
| 6. | Song Phraek    | สองแพรก  | 3       | 555    |  |
| 7. | Thung Kha Ngok | ทุ่งคาโงก  | 5       | 2535   |  |
| 8. | Ko Panyi       | เกาะปันหยี | 4       | 4218   |  |
| 9. | Pa Ko          | ป่ากอ     | 5       | 2604   |  |